# La Baronnie
La Baronnie – gmina we Francji, w regionie Normandia, w departamencie Eure. W 2013 roku liczba ludności na terenie obecnej gminy wynosiła 684 mieszkańców. 
Gmina została utworzona 1 stycznia 2016 roku z połączenia dwóch wcześniejszych gmin: Garencières oraz Quessigny. Siedzibą gminy została miejscowość Garencières.